# Fissilicreagris
Fissilicreagris là một chi nhện thuộc họ Neobisiidae.

## Các loài
Chi này có các loài sau:
- Fissilicreagris imperialis